# Släryd
Släryd [slɛːrɛ] är efter kyrkbyn den näst största byn i Svartrå socken,  Falkenbergs kommun och är belägen vid väg N 782. Släryd gränsar i norr och i öster mot Ullared. I dag (2010) består byn av sju lantbruksfastigheter och fem villor, totalt 12 hushåll. Inom byns ägor ligger även några insjöar, vilka samtliga ingår i Ätrans huvudavrinningsområde, nämligen den sydligaste delen av Boksjön, hela Kinnadungasjön och den östligaste delen av Stora Mellsjön

## Historia
Byn Släryd var ursprungligen på 2 mantal, varav ett frälsehemman och ett skattehemman och finns först omnämnd 1461. Laga skifte genomfördes år 1869.
- Släryd #1, Börje Jönsgård bestod av två gårdar (varav den ena var länsmansboställe[3]) och var ursprungligen ett frälsehemman, men båda gårdarna drogs in till kronan år 1718 sedan en häradsfogde fuskat med redovisningen och förskingrat kronans tillgångar[4] och år 1729 är hemmanet ett kronohemman. Därefter blev hemmanet förmedlat (nedklassat) till ½ mantal före 1791.

- Släryd #2, Torsten Svensgård bestod av fyra gårdar. Hemmanet var klassat som ett helt mantal skattehemman och kallas därför ofta Släryd Skattegård i källskrifterna.

Inom byn fanns under 1700 - 1800-talen ett båtsmanstorp, där alla båtsmän hette Västman / Wessman. Torpet var gemensamt för Rote nr 208 som bestod av de tre byarna Barkhult, Kogstorp och Släryd. Den siste båtsmannen lämnade torpet år 1876.
För att täcka behovet av skolutbildning togs en småskola i Fagerhult i bruk jämsides med skolan i Vårdby (se Svartrå by) år 1904. Lärarinnan bodde i Vårdby där småskola hölls måndag, onsdag och fredag, samt hade att förflytta sig hit till Fagerhult tisdag, torsdag och lördag för undervisning i denna skola som upphörde omkring år 1938 på grund av vikande elevunderlag. Skolhusbyggnaden flyttades år 1946 och återuppfördes som bostadsbyggnad på gården Môsen i Svartrå by.
Mellan åren 1911 och 1961 rullade Varberg-Ätrans Järnväg (WbÄJ) genom byns ägovidder och en banvaktstuga (idag privatbostad) uppfördes nära gränsen mot Kogstorps by. 
Man känner till att byn drabbats av omfattande bränder åren 1709, 1739 och 1844.

## Bebyggelsenamn
De flesta av bondgårdarna saknar egna personliga namn, däremot har många av deras underliggande torp och backstugor haft namn. Nedanstående uppgifter kommer delvis från en torpinventering gjord under 1980-talet:
- Andersberg (1882 – 1885). En backstuga.
- Fagerhult (namnet på två olika torp) 
  - (1852 – ). Ett torp, friköpt 1886.
  - (1880 – ) Ett torp, friköpt cirka 1931.
- Hamrekulla. En gård. Namnet är nytt.
- Kinnadungen (namnet på tre olika torp samt en gård) 
  - (1831 – 1865). Ett torp. Belägen på samma plats som dagens gård Kinnadungen.
  - (1848 – 1876). Ett torp.
  - (1853 – ca 1864). Ett torp.
  - En gård. Namnet känt sedan början av 1900-talet.
- Klockarns. En gård. Namnet är ett smeknamn efter tidigare ägaren Lars Johan Carlsson (1846-1916) som var klockare och organist i socknen.
- Källeberg (1852 – ca 1870). Ett torp.
- Parkhaga (cirka 1925 – ) En villa. Huset hitflyttat från torpet Slätten i Floastad.
- Skogshagen (cirka 1900 – ). Ett torp.
- Skogsäng. En gård. Namnet är känt sedan mitten av 1890-talet.
- Villa Romano. En villa. Namnet är nytt.
- Åbacken (1876 – cirka 1891). Ett torp. Husen flyttades i början av 1900-talet till Karlshäll i Ullared (Varbergsvägen 14)

## Övrigt
I byn startades en grustäkt som blev starten för företaget Släryds Grus och Entreprenad AB som idag bedriver täktverksamhet i Kungsbacka, Varbergs och Falkenbergs kommuner.